# Symphytum aintabicum
Symphytum aintabicum är en strävbladig växtart som beskrevs av Hub.-mor. och Wickens. Symphytum aintabicum ingår i släktet vallörter, och familjen strävbladiga växter. Inga underarter finns listade i Catalogue of Life.